# 태인 경씨
태인 경씨(泰仁景氏)는 전북특별자치도 정읍시 태인면을 관향으로 하는 한국의 성씨이다.

## 기원
경(景)씨는 중국 진양(晉陽)의 초나라 공족(公族)에 연원을 두고 있다. 《태인경씨계묘족보(泰仁景氏癸卯族譜)》에 의하면 경여송(景汝松)이 기자(箕子)를 호종(扈從)하여 조선에 들어와 평양에 정착함으로써 일문의 문호가 열렸다고 한다.

## 역사
중시조 경차(景磋)가 고려조에 지추밀원사(知樞密院事)를 지내고 문하시중평장사(門下侍中平章事)에 올라  태산군(泰山郡)에 봉해졌다고 한다. 
경차의 아들 경설정(景洩淨)이 동북면(東北面) 도순문사(都巡問使)와 보문각대제학(寶文閣大提學)을 지냈고 태산군에 습봉되었다고 한다. 

## 분관
경설정(景洩淨)의 맏아들인 경상조(景祥祖)가 사공(司空)을 역임하고 태인 경씨를 승계하였으며, 차자인 경상록(景祥祿)은 좌복야(左僕射)를 지내고 해주 경씨(海州 景氏)로 분관하였다고 한다.

## 인물
- 경인(景寅) : 경차(景磋)의 11세손이며, 산원(散員) 경광유(景光侑)의 아들이다. 순유학생(諄誘學生)으로 1377년(고려 우왕(禑王) 3년) 진사시(進士試)에 3등으로 합격하여 감무(監務)를 역임하였다.
- 경청(景淸) : 경인(景寅)의 아들로 전라도 부안(扶安)에서 태어났다. 1369년(공민왕 18)에 명나라에서 과거에 응시하여 3등에 급제하였다. 급제 후에는 건문제(建文帝)를 섬겼으며, 관직은 좌첨도어사(左僉都御使)에 이르렀다. 1402년(태조 2)에 연왕(燕王) 주체(朱棣)가 그의 조카인 건문제를 몰아내고 천자가 되자, 경청은 복수하려 하였다. 그러던 어느 날 연왕에게 복수하려던 사실을 털어놓자, 연왕은 솔직함에 감탄하며 관직을 유지하게 해 주었다. 그러나 계속해서 복수하려는 마음을 품고, 칼을 품고 조회에 참석하였다가 붙잡혀 죽임을 당하였다. 후에 호상(湖上)에 그의 넋을 기리는 충신사(忠臣祠)가 세워졌다. 이에 대한 내용은 『명사(明史)』 권 141 「방효유전(方孝孺傳) 경청전(景淸傳)」에 실려 있으며, 『조선왕조실록』 1800년(정조 24) 4월 12일(갑오)」기사에도 간단히 언급되어 있다. 조선에는 두 동생 경빈(景濱)과 경용(景溶)이 있었는데, 경빈의 아들 경집(景輯)을 양자로 하여 그의 대를 잇게 해 주었다. 1444년(세종 26)에는 고부군(古阜郡)에서 북쪽 20리 떨어진 거촌면(巨村面) 수탕리(水湯里) 신방동(新房洞)에 장사지내고 공적을 기록한 비(碑)를 세웠다.

- 경응순(景應舜, ? ~ 1592년) : 조선 중기의 역관(譯官). 본관은 태인(泰仁). 1592년(선조 25) 임진왜란이 일어나자 왜학통사(倭學通事)로 상주(尙州)를 방어하고 있던 이일(李鎰)의 진중에 있다가, 왜장 고니시(小西行長)에게 포로로 잡혔다. 고니시는 그로 하여금 도요토미(豊臣秀吉)의 강화를 요청하는 서계(書契 : 일본과의 외교문서)를 조정에 전달하게 하였는데, 그 내용은 일찍이 선위사(宣慰使)로 왜사(倭使)를 접대한 적이 있는 이덕형(李德馨)을 강화사절로 보내라는 것이었다. 조정의 명에 의하여 이덕형을 따라 다시 충주로 향하여 가던 도중, 충주가 함락되었다는 소식을 듣고 이덕형을 가지 못하게 만류하고 스스로 적정(敵情)을 살피러 나섰다가 가토(加藤淸正)의 군사에게 잡혀 피살되었다.

- 경상현(景商鉉) : 대한민국 초대 정보통신부 장관
- 경주현(景周鉉) : 삼성종합화학 회장
- 경선식(景宣植) : 영어 강사
- 경수진(景收眞) : 배우

## 과거 급제자
태인 경씨와 해주 경씨는 과거 급제자 12명을 배출하였다.
고려 사마
경인(景寅)
무과
경귀익(景貴益) 경귀일(景貴一) 경시환(景時煥) 경운린(景雲麟) 경유재(景維再) 경유헌(景維憲)
진사시
경수춘(景壽春) 경승명(景承明) 경우승(景宇昇)
생원시
경거륜(景居綸)
의과
경변(景變)
취재
경유겸(景惟謙)

## 본관

### 태인관
전북특별자치도 정읍시 태인면(泰仁面) 일대의 지명이다. 본래 백제의 대시산군(大尸山郡)이었는데, 신라 대산군(大山郡)으로 고쳤고, 고려에서 고부군(古阜郡)에 속하였다. 1409년(조선 태종 9년)에 인의현(仁義縣) 합하여 태인(泰仁)으로 고쳤다. 《세종실록지리지》에 태산(泰山)의 토성(土姓)으로 박(朴)·시(柴)·허(許)·전(田)·경(景) 5성이 기록되어 있다. 1895년 태인군이 되었고, 1914년 정읍군에 병합되었다. 태인의 옛 지명을 따서 시산 경씨라고도 한다.

### 해주관
황해도 해주시의 지명이다. 본래 고구려의 내미홀군(內米忽郡)인데, 신라에서 폭지군(瀑池郡)으로 고쳤고, 고려 태조(太祖)가 군의 남쪽이 큰 바다에 임하였다 하여 이름을 해주라 하였다. 고려 성종 초에 해주목(牧)을 설치하였고 현종 때 안서도호부(安西都護府)를 거쳐 예종 때 대도호부(大都護府)로 승격하였다가 고종 때 다시 해주목(海州牧)으로 환원하였다. 《세종실록지리지》에 황해도 해주목의 토성으로 정(鄭)·오(吳)·민(閔)·최(崔)·임(林)·경(景)·임(任) 7성이 기록되어 있다. 1896년 황해도의 도청 소재지가 되었고, 1945년 해주시로 개편되었으며, 1954년 황해남도에 편입되었다.

## 인구
- 1985년 태인 경씨 (382가구 1,631명) + 해주 경씨 (313가구 1,251명) = 2,882명
- 2000년 태인 경씨 (504가구 1,617명) + 해주 경씨 (310가구 933명) = 2,550명
- 2015년 태인 경씨 1,223명 + 시산 경씨 1,347명 + 해주 경씨 1,033명 = 3,603명